# Ромео Менті
Ромео Менті (італ. Romeo Menti, нар. 5 вересня 1919, Віченца, Італія — пом. 4 травня 1949, Суперга, Турин) — італійський футболіст, що грав на позиції нападника. Виступав за національну збірну і «Торіно», провідний італійський клуб того часу.

## Клубна кар'єра
У дорослому футболі дебютував 1934 року виступами за команду «Віченца». В першому сезоні клуб вилетів з Серії «В», але в тій першості Менті з'являвся на полі епізодично. Протягом наступних трьох чемпіонатів був основним гравцем лінії нападу. За чотири сезони провів у складі «Віченци» 82 лігових матчі (34 забитих м'ячі).
У турнірі 1937/38 забив 21 гол і привернув увагу представників тренерського штабу «Фіорентини», до складу якого приєднався з наступного сезону. Вніс вагомий внесок у перемогу в чемпіонаті 1938/39 серед команд Серії «В» і повернення, після річної перерви до еліти італійського футболу. Наступного сезону «фіалки» здобули кубок Італії. На шляху до фіналу були здобуті перемоги над «Міланом», «Лаціо» і «Ювентусом». У вирішальному матчі був забитий єдиний гол. У воротах «Дженоа» відзначився Маріо Челоріа.
1941 року уклав контракт з клубом «Торіно». В сезоні 1942/43 «гранатові» зробили дубль — перемогли в Серії «А» і національному кубку. Протягом усього сезону, на одній позиції грали Ромео Менті і Франко Оссола. Менті провів дві третини лігових матчів, Оссола грав у фіналі кубка проти «Венеції».
Наприкінці Другої світової війни грав у складі «Мілана» і «Стабії». У першому повоєнному чемпіонаті захищав кольори «Фіорентини».
1946 року повернувся до клубу «Торіно». У першому сезоні був дублером Оссоли, а в наступних двох — входив до основи атакувальної ланки команди (Лоїк — Маццола — Менті — Оссола — Габетто). Вніс вагомий внесок у здобуття трьох чемпіонських титулів. В елітній лізі італійського футболу провів 204 матчі (88 голів), у тому числі в Серії «А» — 177 матчів (80 голів).

## Виступи за збірну
У дебютному матчі за національну збірну відзначився «хет-триком» проти швейцарської команди. Гра відбулася 27 квітня 1947 року у Флоренції. «Гранатові» були базовою командою для збірної Італії, у кожному матчі виходили по шість-вісім гравців «Торіно». 
Так, на наступний поєдинок проти угорців, 11 травня 1947 року, на поле відразу вийшли десять футболістів клубу і голкіпер «Ювентуса» Лучідіо Сентіменті (польові гравці: Балларін, Марозо, Грецар, Рігамонті, Кастільяно, Менті, Лоїк, Габетто, Маццола і Ферраріс). 
До березня 1949 року, провів ще п'ять товариських матчів у складі італійської збірної: проти Чехословаччини (3:1), Франції (3:1), Англії (0:4), Португалії (4:1) й Іспанії (3:1). Забивав голи у ворота чехословаків і португальців.

## Суперга
Навесні 1949 року керівництво туринського клубу прийняло запрошення від португальського гранда, «Бенфіки», взяти участь у товариській грі на честь однієї з найбільших тодішніх зірок лісабонського клубу, Франсішку Феррейри. Гра відбулася 3 травня 1949 року в Лісабоні й завершилася поразкою італійських гостей з рахунком 3:4. Наступного дня команда «Торіно», працівники клубу і журналісти вилетіли додому рейсом Лісабон—Барселона—Турин.
Поблизу Савони літак почав знижуватися через складні погодні умови. Приблизно о 17:03 — здійснив поворот для заходу на посадку і невдовзі зіткнувся з кам'яною огорожею базиліки Суперга на вершині однойменної гори, що височіє над околицями Турина. Внаслідок авікатастрофи усі чотири члени екіпажу і 27 пасажирів загинули на місці.
На момент загибелі основного складу «Торіно», до завершення сезону в Серії A лишалося чотири тури і команда очолювала чемпіонські перегони. В останніх турах, честь клубу захищали гравці молодіжної команди. Усі суперники в цих матчах («Дженоа», «Палермо», «Сампдорія» і «Фіорентина»), з поваги до загиблих чемпіонів, також виставляли на поле молодіжні склади своїх клубів. Молодіжна команда «Торіно» перемогла у всіх останніх іграх сезону, здобувши таким чином посмертний чемпіонський титул для своїх старших товаришів.

## Досягнення
- Чемпіон Італії (4):

«Торіно»: 1943, 1947, 1948, 1949
- Володар Кубка Італії (2):

«Фіорентина»: 1940
«Торіно»: 1943

## Статистика
Статистика виступів у чемпіонатах Італії:
| Сезон              | Команда            | Чемпіонат          | Чемпіонат | Чемпіонат |
| Сезон              | Команда            | Ліга               | Ігри      | Голи      |
| ------------------ | ------------------ | ------------------ | --------- | --------- |
| 1934/35            | «Віченца»          | В                  | 3         | 0         |
| 1935/36            | «Віченца»          | С                  | 23        | 4         |
| 1936/37            | «Віченца»          | С                  | 26        | 9         |
| 1937/38            | «Віченца»          | С                  | 30        | 21        |
| 1938/39            | «Фіорентина»       | В                  | 29        | 17        |
| 1939/40            | «Фіорентина»       | А                  | 17        | 9         |
| 1940/41            | «Фіорентина»       | А                  | 29        | 18        |
| 1941/42            | «Торіно»           | А                  | 28        | 14        |
| 1942/43            | «Торіно»           | А                  | 22        | 8         |
| 1944               | «Мілан»            | Д-1                | 9         | 1         |
| 1945/46            | «Фіорентина»       | Д-1                | 18        | 7         |
| 1946/47            | «Торіно»           | А                  | 14        | 6         |
| 1947/48            | «Торіно»           | А                  | 38        | 16        |
| 1948/49            | «Торіно»           | А                  | 29        | 9         |
| Усього в Серії «А» | Усього в Серії «А» | Усього в Серії «А» | 177       | 80        |
| Усього в Д-1       | Усього в Д-1       | Усього в Д-1       | 204       | 88        |
| Усього за кар'єру  | Усього за кар'єру  | Усього за кар'єру  | 315       | 139       |

Статистика виступів за національну збірну:
| Дата       | Місто     | Господарі | Результат | Гості          | Турнір           | Голи | Примітки |
| ---------- | --------- | --------- | --------- | -------------- | ---------------- | ---- | -------- |
| 27/04/1947 | Флоренція | Італія    | 5 – 2     | Швейцарія      | товариський матч | 3    |          |
| 11/05/1947 | Турин     | Італія    | 3 – 2     | Угорщина       | товариський матч | -    |          |
| 14/12/1947 | Барі      | Італія    | 3 – 1     | Чехословаччина | товариський матч | 1    |          |
| 04/04/1948 | Париж     | Франція   | 1 – 3     | Італія         | товариський матч | -    |          |
| 16/05/1948 | Турин     | Італія    | 0 – 4     | Англія         | товариський матч | -    |          |
| 27/02/1949 | Генуя     | Італія    | 4 – 1     | Португалія     | товариський матч | 1    |          |
| 27/03/1949 | Мадрид    | Іспанія   | 1 – 3     | Італія         | товариський матч | -    |          |
| Усього     |           | Матчів    | 7         |                | Голів            | 5    |          |